# Leonhard Hess Stejneger
Leonhard Hess Stejneger, född 30 oktober 1851 i Bergen, död 28 februari 1943 i Washington, D.C., var en norsk-amerikansk ornitolog, herpetolog och zoolog, född i Norge. Han var bror till konstnären Agnes Steineger.
Stejneger specialiserade sig på naturhistoriska undersökningar av ryggradsdjur. Han fick sin största berömmelse genom sina studier av reptiler och groddjur.

## Eftermäle
Asteroiden 13253 Stejneger är uppkallad efter honom.